# Мартасвілл (Міссурі)
Мартасвілл (англ. Marthasville) — місто (англ. city) в США, в окрузі Воррен штату Міссурі. Населення — 1245 осіб (2020).

## Географія
Мартасвілл розташований за координатами 38°37′51″ пн. ш. 91°3′29″ зх. д. / 38.63083° пн. ш. 91.05806° зх. д. (38.630927, -91.058042).  За даними Бюро перепису населення США в 2010 році місто мало площу 2,22 км², з яких 2,21 км² — суходіл та 0,01 км² — водойми.

## Демографія
Згідно з переписом 2010 року, у місті мешкало 1136 осіб у 431 домогосподарстві у складі 310 родин. Густота населення становила 511 особа/км².  Було 478 помешкань (215/км²).
Расовий склад населення:
| - 97,5 % — білих - 0,3 % — корінних американців - 0,2 % — чорних або афроамериканців - 0,1 % — азіатів |

До двох чи більше рас належало 1,2 %. Частка іспаномовних становила 1,8 % від усіх жителів.
За віковим діапазоном населення розподілялося таким чином: 29,2 % — особи молодші 18 років, 60,7 % — особи у віці 18—64 років, 10,1 % — особи у віці 65 років та старші. Медіана віку мешканця становила 31,1 року. На 100 осіб жіночої статі у місті припадало 108,4 чоловіків;  на 100 жінок у віці від 18 років та старших — 103,5 чоловіків також старших 18 років.
Середній дохід на одне домашнє господарство  становив 61 552 долари США (медіана — 57 955), а середній дохід на одну сім'ю — 68 602 долари (медіана — 63 750). Медіана доходів становила 47 500 доларів для чоловіків та 32 461 долар для жінок. За межею бідності перебувало 6,6 % осіб, у тому числі 4,7 % дітей у віці до 18 років та 20,8 % осіб у віці 65 років та старших.
Цивільне працевлаштоване населення становило 654 особи. Основні галузі зайнятості: виробництво — 22,9 %, освіта, охорона здоров'я та соціальна допомога — 20,2 %, будівництво — 9,9 %, роздрібна торгівля — 9,0 %.